# بكري مصطفى باشا
بكري مصطفى باشا (بالتركية: Tekirdağlı Bekri Mustafa Paşa)‏ كان الصدر الأعظم للدولة العثمانية في الفترة ما بين 30 مايو 1688 حتى 7 نوفمبر 1689. تُوفي في يناير 1690 بمدينة مالكرا. 